# Hvittorp

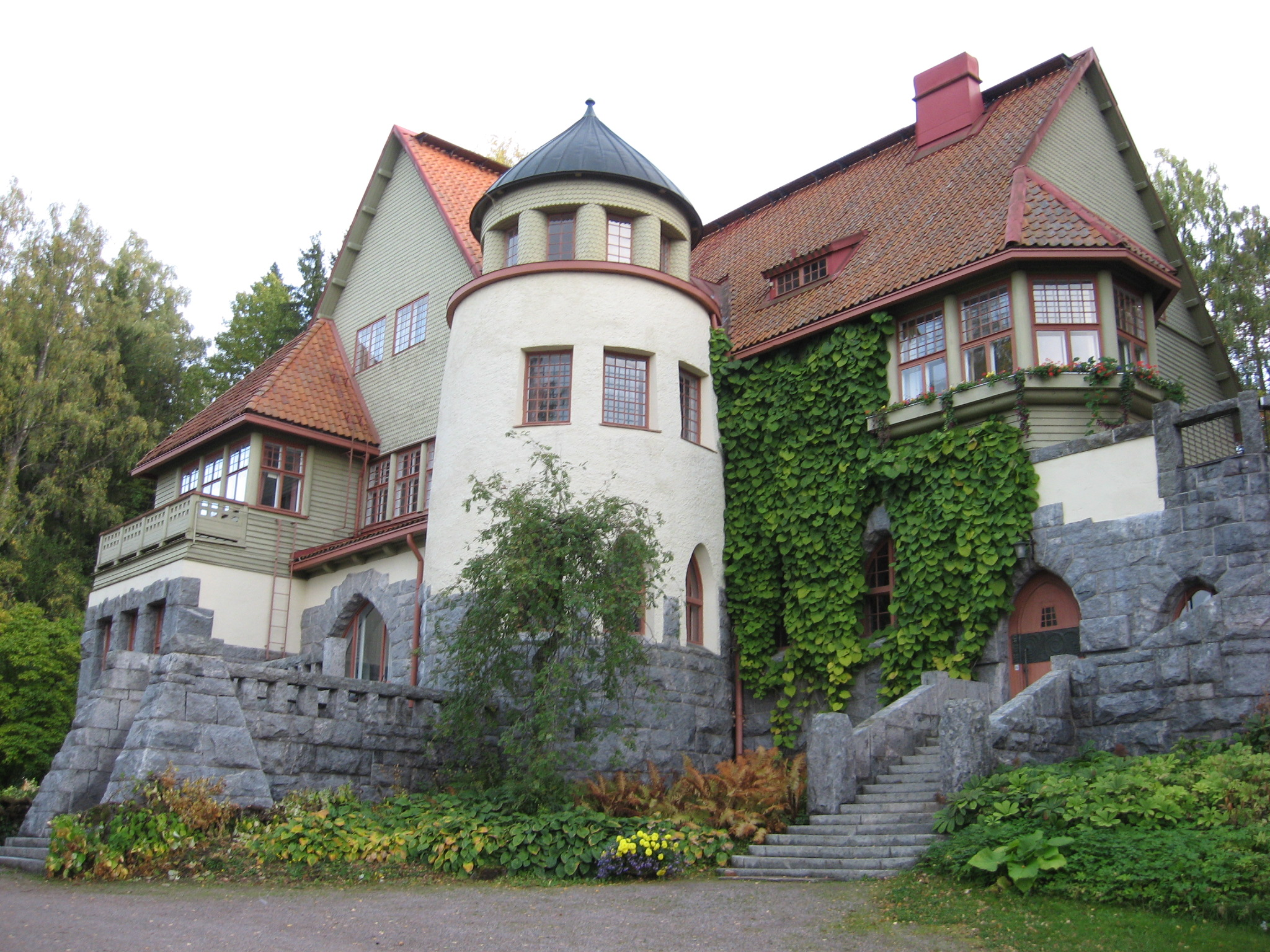
Hvittorp från sjösidan

Hvittorp är en villa i Kyrkslätt, nära sjön Vitträsk i landskapet Nyland i Finland. Villan stod färdig 1904, och ägs sedan 1963 av Esbo kyrkliga samfällighet. Den ritades av arkitekterna  Gesellius, Lindgren, Saarinen för apotekaren och musikförläggaren Robert Emil Westerlund. Han var född i Uleåborg och flyttade år 1896 till Helsingfors. Villan uppfördes i nationalromantisk stil. Arkitekterna planerade också sitt eget hus vid samma sjö och kallade det Hvitträsk.
Namnet uttalas på svenskt sätt, "vit-torp" och 'vit' stavas som förr brukligt med h, Hvittorp.